# Палій-Неїло Борис Васильович
Бори́с Васи́льович Палі́й-Неї́ло (Неїлов)  (10 січня 1878 — 5 лютого 1956) — полковник Армії УНР (генерал-хорунжий в еміграції).

## Життєпис
Народився в с. Неїлівка Костянтиноградського повіту. Походив з дворян Полтавської губернії. Рід Бориса Васильовича бере свій початок від українського шляхтича — військового.

### Служба в армії
Закінчив Петровський Полтавський кадетський корпус, 3-тє військове Олександрівське училище за 1-м розрядом (1897), служив у Івангородській фортечній артилерії. З 1898 р. служив у кадровій батареї 48-ї артилерійської бригади. З 30 грудня 1899 р. — у 13-й артилерійській бригаді. З 31 липня 1903 р. — у 2-й запасній артилерійській бригаді. З 18 липня 1910 р. — у 9-й артилерійській бригаді (Полтава). З 13 липня 1913 р. — у 12-й артилерійській бригаді (Кам'янець-Подільський), у складі якої брав участь у Першій світовій війні. Був нагороджений золотою Георгіївською зброєю. Відзначений офіцерським Георгіївським хрестом. Останнє звання у російській армії — полковник.

### Перші Визвольні Змагання
У червні 1917 звернувся до українського представництва у Москві з проханням перевести на службу до української армії. В 1917 — учасник Першого і Другого Українських Військових З'їздів. Був обраний до складу Українського Військового Генерального Комітету на посаду помічника інспектора артилерії, невдовзі призначений командантом українських військових частин на Полтавщині та начальником міського гарнізону. З кінця грудня 1917 — начальник українізованого 1-го Тракторного артилерійського дивізіону. Навесні 1918 став організатором гарматних частин в українських корпусах. Начальник організаційного відділу управління Інспектора артилерії військ Центральної Ради, згодом — Армії Української Держави. За Гетьманату — помічник командуючого військами у Києві. Командував 6-м гарматним полком, служив у залізничній охороні Конотопсько-Бахмацького району, був помічником генерального писаря І.Полтавця-Остряниці. З жовтня 1918 — Генеральний писар Українського Козацтва. Восени 1918 підтримав Директорію УНР, організатор військового параду 22 січня 1919 у Києві на честь Злуки ЗУНР і УНР. У 1919-20 перебував на командних посадах в Армії Української Народної Республіки. 1920 брав активну участь в боях під Вінницею. 3 липня 1920 — генерал для особливих доручень при Головному Отамані С. Петлюрі, викладач артилерії у Юнацькій школі.

### На вигнанні
Після короткого перебування у таборі інтернованих частин Армії УНР Ланцугі поселився у Перемишлі, де заснував і очолив філію Українського Центрального Комітету, опікувався колишніми вояками УНР. Згодом організував художню іконописну майстерню «Відродження», у якій працювали 10 художників, колишніх українських вояків, зокрема, П. Ковжун, П. Запорізький, М. Прасіцький та ін. 1934 року разом із колишнім старшиною Армії УНР П.Запоріжським розмалювали церкву у с. Явірник-Руський (нині Підкарпатське воєводство) під Перемишлем, у якій був охрещений автор українського гімну Михайло Вербицький. 1944 виїхав у Німеччину, перебував у таборі переміщених осіб Міттенвальд. у 1948 р. був обраний станичним отаманом Станиці Українського Вільного Козацтва (УВК), його заступником був Антін Кущинський, а станичним писарем інженер Іван Пояшник. Організаторами Станиці УВК були генерал-хорунжий Армії УНР Валентин Трутенко, полковник Армії УНР Вукола Дітель і професор Яків Моралевич. Цього часу здійснив церковні розписи у візантійському та народно-українському стилі, зокрема греко-католицької церкви Святого Миколая в Міттенвальді-Єгеркассерне, міттенвальдської автокефальної православної церкви.
Наприкінці 1940-х емігрував до США. В Америці брав участь у з'їздах військовиків, зокрема Союзу українських ветеранів, у з'їздах громадських установ та організацій, працював в Союзі українських військових інвалідів, провадив активну діяльність на церковній ниві; в діяльності Об'єднання бувших вояків українців Америки, головує на його загальних зборах у Детройті 16 січня 1955, очолює громадський контроль над фінансовими діями організації. Помер 5 лютого 1956 року.